# Лісовий Володимир Миколайович
Лісовий Володимир Миколайович (2 жовтня 1956 р. н., м. Харків) – український  вчений ,член-кореспондент НАМН України (2010), доктор медичних наук (2000), професор (1997), ректор Харківського національного медичного університету (2005–2019), керівник КНП ХОР «Обласний медичний клінічний центр урології і нефрології ім. В.І. Шаповала» (2001-2019), завідувач кафедри урології, нефрології та андрології імені А.Г. Подрєза (з 1996), заслужений лікар України (1998), лауреат Державної премії України в галузі науки і техніки (2010), Почесний громадянин міста Харкова (2012) та Харківської області (2017)   .

## Біографія
Володимир Миколайович Лісовий народився в 1956 р. у м. Харкові в родині службовців. Батьки Лісовий Микола Іванович та Лісова (Красильнікова) Анна Яківна. Здобував освіту у різних середніх навчальних закладах м. Харкова, зокрема у фізико-математичній школі № 27. У шкільному віці навчався грі на скрипці продовж 7 років .
У 1973 р. він став студентом лікувального факультету Харківського медичного інституту (далі – ХМІ), у 1979 р. закінчив інститут з відзнакою та за рекомендацією Вченої ради був зарахований до клінічної ординатури по кафедрі урології. Одночасно у 1979 та 1980 рр. очолював молодіжну студентську організацію ХМІ .
Володимир Миколайович почав проявляти інтерес до наукової роботи ще на першому курсі інституту. Його дослідження з біофізичних аспектів ультразвукової кардіографії було відзначено третьою премією на клінічній секції під головуванням академіка Л.Т. Малої, а на п'ятому курсі він опублікував свою першу друковану роботу «Закрытые травмы почек» .
З 1980 по 1982 рр. Володимир Миколайович проходив службу в армії як молодший лікар артилерійської бригади, яка перебувала в Демократичній Республіці Афганістан, успішно займався лікуванням хворих на черевний тиф та інші інфекційні захворювання. Після цього був призначений начальником медичної служби військово-будівельного загону. Сьогодні він – полковник медичної служби запасу  .
У 1982 р. Лісовий В.М. продовжив навчання в клінічній ординатурі на кафедрі урології ХМІ, яку очолював його вчитель та наставник заслужений діяч науки, професор В.І. Шаповал. На кафедрі урології ХМІ Володимир Миколайович працював спочатку старшим лаборантом, у 1984-1987 рр. – аспірантом, у 1987-1992 рр. – асистентом   .
У 1988 р. він захистив кандидатську дисертацію за темою «Значение количественного анализа транспорта тест-веществ в оценке функционального состояния почек при хроническом пиелонефрите»  .
Наприкінці 1992 р. В.М. Лісовий був направлений до цільової докторантури при Науково-дослідному інституті урології та нефрології МОЗ і АН України (м. Київ), де працював у відділі запальних захворювань (зав. проф. С.П. Пасечніков). У 1995 р. йому присвоєно наукове звання старшого наукового співробітника. З 1995 по 1996 рр. Володимир Миколайович працював провідним науковим співробітником Харківського інституту медичної радіології АМН України. У 1996 р. разом з науковими консультантами академіком НАН та НАМН України О.Ф. Возіановим та членом-кореспондентом НАМН України М.І. Пилипенком він завершив роботу над докторською дисертацією за темою «Оптимізація вибору та підвищення ефективності променевої діагностики захворювань нирок». У 1999 р. відбувся її офіційний захист. У 1997 р. В.М. Лісовому присвоєно звання професора  .
У січні 1996 р. В.М. Лісовий очолив кафедру урології та завідує нею й понині (сьогодні це кафедра урології, нефрології та андрології ім. А.Г. Подрєза Харківського національного медичного університету (далі – ХНМУ), клінічною базою якої на той час був (і залишається на сьогодні) Нефроурологічний центр Харківської обласної клінічної лікарні (далі – ХОКЛ), заснований професором В.І. Шаповалом  . 
З перших місяців роботи на посаді завідувача кафедри Володимир Миколайович займався розгалуженням та переоснащенням клінічної бази кафедри й підрозділів Нефроурологічного центру ХОКЛ. За згодою Міністерства охорони здоров’я України заснував проблемну наукову лабораторію з андрології та репродукції людини, під його керівництвом розроблена перша та на сьогодні єдина в Україні навчальна програма з курсу «Андрологія» для вищих медичних навчальних закладів  . 
У 2000 р. був призначений на посаду заступника головного лікаря ХОКЛ з урології та нефрології. На базі Нефроурологічного центру ХОКЛ у 2001 р. В.М. Лісовий організував самостійний заклад охорони здоров’я – Харківський обласний клінічний центр урології і нефрології (далі – Центр), став його директором та очолював його до 2019 р. У 2003 році за його ініціативи та підтримки колективу Постановою Кабінету Міністрів України, Центру було присвоєно ім’я професора Володимира Івановича Шаповала  . Сьогодні Центр має назву КНП ХОР «Обласний медичний клінічний центр урології і нефрології ім. В.І. Шаповала» .
Головна стратегія В.М. Лісового у керуванні Центру полягала в розробці та запровадженні нових методів лікування, у використанні найсучаснішої апаратури та інструментарію. Сьогодні Центр – потужний високопрофесійний лікувальний заклад розрахований на 420 ліжок з досвідченим колективом співробітників (більше 600), який щорічно надає якісну та висококваліфіковану медичну допомогу більше ніж 20 тисячам пацієнтів міста Харкова, Харківської області та інших регіонів, яким виконують понад 8 тисяч оперативних втручань на рік. Безумовно, Центр відповідає сучасним вимогам та стандартам, що забезпечується такими структурними підрозділами як: урологічне відділення №1; відділення трансплантації нирки; відділення малоінвазивних методів лікування №3; урологічне відділення №4; відділення онкологічної урології №5; урологічне відділення №6; дитяче урологічне відділення №7; андрологічне відділення №8; нефрологічне відділення №9; відділення амбулаторного гемодіалізу №10; відділення амбулаторного хронічного гемодіалізу №12 (м. Лозова); фізіотерапевтичне відділення; відділення променевої та ультразвукової діагностики; клініко-діагностична лабораторія; відділення анестезіології з ліжками інтенсивної терапії; операційний блок, де особисто В.М. Лісовий виконав понад 5 тис. оперативних втручань (таких як, трансплантація нирки, створення штучного сечового міхура, резекція єдиної нирки, радикальна простатоектомія, зміна статі та інші). Оцінкою діяльності Центру стало його нагородження у 2002 р. Почесною грамотою Кабінету Міністрів України   .

## Внесок В.М. Лісового у розвиток нефроурологічної допомоги мешканцямм. ХарковатаХарківської області
- У 2003 р. він одним з перших у країні втілив методику постійного амбулаторного перитонеального діалізу.
- Розвинув та переоснастив службу гемодіалізу, ініціював та організував ендоурологічну службу в Харківському регіоні.
- У 2006 р. ним було впроваджено методику родичевої трансплантації нирки, створено відділення трансплантації та 14.12.2006 особисто В.М. Лісовим виконано першу успішну родичеву трансплантацію нирки в Харківській області.
- У 2009 р. в Лозівському районі Харківської області відкрито першу філію відділення гемодіалізу.
- За його ініціативи та безпосередньої участі створено найпотужнішу на теперішній час в Україні службу замісної терапії хворим на термінальну ниркову недостатність, яка може використовувати всі існуючі технології допомоги одночасно більше ніж 450 пацієнтам [1] [2].

У 2002 р. Лісовий В.М. виконував обов’язки декана та голови Ради 1 медичного факультету Харківського державного медичного університету (далі – ХДМУ), а у 2005 р. – першого проректора Харківського державного медичного університету  .
У 2005 р. Володимир Миколайович Лісовий був обраний ректором одного з найстаріших вищих медичних навчальних закладів України – Харківського державного медичного університету, якому у 2007 р. було надано статус національного .

## З 2005-2019 рік під керівництвом ректора В.М. Лісового
·    Поширилась освітня та науково-практична діяльність університету,
·    До структури ХНМУ ввійшли Науково-дослідний інститут гігієни праці та професійних захворювань, Харківський центр серцево-судинної хірургії та Спеціалізована медико-санітарна частина №12. Шляхом реорганізації двох останніх медичних закладів було створено Навчально-науковий медичний комплекс «Університетська клініка». Відкрито лікувально-навчально-науковий підрозділ «Університетський стоматологічний центр», засновано Українській інститут клінічної генетики та Науково-практичний центр доклінічних і клінічних досліджень, у результаті чого вперше з 50-х років ХХ сторіччя з’явилася власна університетська клінічна база на 200 ліжок та 10 тисяч поліклінічних відвідувань.
·    Результатом реорганізації педагогічного процесу стало відкриття трьох факультетів з підготовки іноземних студентів, Навчально-наукового інституту з підготовки іноземних громадян, Навчально-наукового інституту післядипломної освіти, Навчально-наукового інституту якості освіти, приєднання Медичного коледжу з підготовки медичних сестер. Університет розпочав підготовку фахівців за освітнім ступенем «бакалавр» за спеціальностями «Медсестринство», «Технології медичної діагностики та лікування», «Фізична реабілітація», «Соціальна робота»; за освітнім ступенем «магістр» за спеціальностями «Медсестринство», «Технології медичної діагностики та лікування», «Публічне управління та адміністрування», «Педагогіка вищої школи». 
·    Харківський національний медичний університет став одним із лідерів серед навчальних закладів України з підготовки іноземних студентів: з 2005 р. питома вага іноземних студентів збільшилася з 15 до майже 45 відсотків загального контингенту студентів. Щороку в університеті навчаються понад 4 000 іноземних громадян з 78 країн світу. 
·    Проведено ремонт будівель та споруд з використанням сучасних теплозберігаючих технологій, переоснащено аудиторний фонд найсучаснішим обладнанням, відкрито симуляційні класи; з метою безпечного перебування в корпусах та гуртожитках університету встановлено електронно-пропускну систему. 
·    Оновлено бібліотечний комплекс, у якому розташовано 3 абонементи, 2 читальні зали й 4 зали для самостійної підготовки на 350 робочих місць, оснащених сучасною технікою, є 5 книгосховищ. 
·    Створено Репозитарій ХНМУ, який є електронним архівом інтелектуальних здобутків науковців, викладачів та співробітників університету.
·    Налагоджена міжнародна робота: університет продовжив членство в Міжнародній асоціації університетів, був занесений до реєстру медичних університетів Всесвітньої організації охорони здоров’я, став співзасновником Українсько-німецької медичної асоціації та Української асоціації гендерної медицини. ХНМУ внесений до Всесвітньої бази даних – Каталогу «Директорія Авіценни», яка підтримується Університетом Копенгагену, Всесвітньою організацією охорони здоров’я та Всесвітньою федерацією медичної освіти. У 2015 р. в рамках співпраці ініційовано створення локального офісу USERN у Харкові на базі ХНМУ . Університет отримав сертифікат на відповідність Держстандарту, який засвідчує, що ХНМУ впровадив та використовує систему управління якістю, яка відповідає вимогам всесвітньо визнаної Міжнародної організації зі стандартизації (ISO).
·    Розпочалась робота із запрошення іноземних фахівців до університету задля підвищення професійного рівня та обміну досвідом.
·    Набула активного розвитку академічна мобільність викладачів, молодих учених і студентів.
·    В університеті набув активного розвитку волонтерський рух, який сприяє громадянській соціалізації студентів, вихованню студентів справжніми громадянами, патріотами України. Волонтерська діяльність університетського студентства була високо оцінена громадськістю міста Харкова.
·    Задля вшанування пам’яті відомих учених-медиків було ініційовано встановлення меморіальних дощок таким особистостям, як Ю.Ю. Вороному, А.Г. Подрєзу, В.І. Шаповалу, М.С. Бокаріусу, І.М. Рибаку та іншим діячам на будівлях, де вони жили та працювали. Паралельно ініційовано роботу з нєкрополеведення (сьогодні це догляд більше ніж за 70 могилами відомих вчених, професорів та співробітників університету) за підтримки кафедральних колективів та студентського самоврядуванням, яка триває понині.
·    У 2015 р. вперше в країні за ініціативи В.М. Лісового запроваджена та здійснюється підготовка лікарів, фельдшерів, санінструкторів з тактичної медицини для Збройних Сил України, Національної гвардії України, інших силових структур з метою вирішення проблем фахового медичного забезпечення військових та постраждалих під час бойових дій (неодноразово відзначалося відзнаками Міністерства оборони України).
·    Багато уваги приділяється історії університету, збереженню університетських традицій. У ХНМУ працює народний музей історії, який має звання «Зразкового»; проводиться робота щодо випуску видань, присвячених випускникам університету, підрозділам та колективам кафедр університету. Серед них: «Видатні вихованці Харківської вищої медичної школи», «Скарбниця Харківської медицини. Постаті», «Харківський національний медичний університет: 215-річчю Харківської вищої медичної школи присвячується», «Вірні клятві Гіппократа», шість випусків альманаху «Початок століття» (засновник В.М. Лісовий). Видана перша і єдина у світі біографія трансплантолога Ю.Ю. Вороного та багато інших видань. На кафедрі судової медицини і медичного правознавства створено меморіальний музей, присвячений родині професорів Бокаріусів. Засновано Центр медичного краєзнавства.
·    З метою різнобічної освіти та виховання студентів університету створено «Галерею мистецтв», де експонуються роботи співробітників та студентів. Для участі в заходах університету регулярно запрошуються з виступами відомі як в Україні, так і за її межами виконавці симфонічної та оперної музики: лауреати міжнародних конкурсів, артисти Харківської обласної філармонії, музиканти Симфонічного оркестру Харківського національного академічного театру опери та балету, Молодіжного академічного симфонічного оркестру «Слобожанський» та інші. 
·    У 2018 р. за ініціативи та безпосередньої творчої участі В.М. Лісового на центральному вході в головний корпус університету створено скульптурну композицію, присвячену студентам Харківської вищої медичної школи всіх часів та народів  .
У 2019 році закінчився термін дії чергового контракту В.М. Лісового на посаді ректора. З власних міркувань він не брав участь у конкурсі на наступний термін, залишився головою Вченої ради ХНМУ.
З другої половини 2019 року й по теперішній час В.М. Лісовий – голова Вченої ради Харківського національного медичного університету, президент-медичний директор КНП ХОР «Обласний медичний клінічний центр урології і нефрології ім. В.І. Шаповала», завідувач кафедри урології, нефрології та андрології ім. А.Г. Подрєза ХНМУ .

## Наукова діяльність
У науковій діяльності Володимир Миколайович пріоритетну увагу надає інтеграції в міжнародні наукові та освітянські програми. Основними напрямками наукових інтересів є дослідження в області: урології, нефрології, променевої діагностики, малоінвазивної хірургії та репродуктології; удосконалення підходів викладання у вищій медичній школі; впровадження новітніх підходів організації та управління у сфері охорони здоров’я. Професор В.М. Лісовий стажувався в університетських клініках Італії, Фінляндії, Польщі, Словаччини, Німеччини, Росії, США. У 1996 р. за ініціативи В.М. Лісового в Харкові вперше в Східній Європі під егідою ВООЗ проведено курси підвищення кваліфікації Європейською асоціацією репродуктології та ембріології людини   .
Він є автором та співавтором понад 800 наукових публікацій, 45 патентів на винаходи та 41 патенту на корисні моделі .
Під його керівництвом захищено 10 докторських та 23 кандидатські дисертації .
З 2005 по 2019 – головний редактор, з 2019 – почесний головний редактор наукових періодичних видань ХНМУ («Експериментальна і клінічна медицина», «Медицина сьогодні і завтра» [7], почесний редактор періодичного видання ХНМУ «Inter Collegas») та член редколегій та редакційних рад 12 центральних фахових журналів, 5 вітчизняних та іноземних науково-практичних журналів.

## Основні наукові роботи
·      Лісовий В. М. Дослідження структурно-функціонального стану нирок за допомогою методів променевої діагностики: монографія / В. М. Лісовий; Харк. держ. мед. ун-т. – Харків, 1998. – 114с. – Деп. в ДНТБ України / 30.11.98, № 474-Ук98.
·      Доброкачественная гиперплазия простаты и половая функция: монография / О. К. Аромире, С. И. Терещук, Є. К. Арнольди, В. Н. Лесовой. – Ростов-на-Дону : Феникс, 2001. – 352 с.
·      Диагностика и гормонотерапия рака предстательной железы: монография А. Ф. Возианов, В. Н. Лесовой, С. А. Возианов, Г. Г. Хареба. – Киев: Книга плюс, 2004. – 112 с.
·      Рак передміхурової залози: Навчальний посібник МОЗ України / С. О. Возіанов, В. М. Лісовий, С. П. Пасєчніков, Г. Г. Хареба // Під редакцією акад. О. Ф. Возіанова, проф. В. М. Лісового. – Київ : Книга плюс, 2004. – 184 с.
·      Андон’єва Н. М. Хвороби нирок та вагітність: монографія / Н. М. Андон’єва, В. М. Лісовий. – Харків : Форт, 2006. – 126 с.
·      Хірургія. Частина 1. Невідкладна хірургія черевної порожнини: навч. посібник для студентів медичних закладів / І. А. Криворучко, В.М. Лісовий, В. В. Бойко, О. А. Тонкоглас. – Харків : ХНМУ, 2017. – 194 с.
·      Хирургия. Часть ІI. [учебник для студентов VI курсов медицинских факультетов медицинских вузов (Модуль 4 «Симптомы и синдромы в хирургии»] / В. В. Бойко, В. Н. Лесовой, Л. И. Гончаренко и др. – Харьков, «НТМТ», 2013. – 820 с.
·      Лесовой В. Н. Хирургия рака мочевого пузыря / В. Н. Лесовой, И. А. Гарагатый. – Харьков : ХНМУ, 2016. – 236 с.
·      Урологія : підручник для студ. вищих мед. навч. закладів / C. П. Пасечніков, С. О. Возіанов, В. М. Лісовий та ін. – Вінниця : Нова Книга, 2013. – 432 с. : іл.
·      Urology : textbook for students of higher medical educational instiutions / S. P.Pasiechnikov, S. O. Vozianov, V. M. Lesovoy et al. – Vinnytsia : Nova Kniha, 2016. – 400 p.
·                та інші .

## Членство та суспільна діяльність
o   Виконував обов’язки головного уролога Харківської області (1998–2005) та головного уролога Міністерства охорони здоров’я України (2005–2007),
o   Член Ради з питань функціонування системи охорони здоров’я України при Кабінеті Міністрів України (2011–2013),
o   Член колегії Міністерства охорони здоров`я України (2005-2019),
o   Голова Експертної ради з медицини та фармації при Державній акредитаційній комісії МОН України з ліцензування та акредитації вищих навчальних закладів І–ІV рівня підготовки фахівців (2013–2018),
o   Заступник голови Ради ректорів вищих навчальних закладів ІІІ–ІV рівнів акредитації Харківського регіону (2009–2019),
o   Помічник Народного депутата України (2001-2005),
o   Радник голови Харківської обласної державної адміністрації (2005-2010),
o   Член Президії Вченої медичної ради Міністерства охорони здоров`я України (2007-2009),
o   Віце-президент Асоціації урологів України (2012-2021),
o   Входив до складу колегії Головного управління охорони здоров’я Харківської обласної державної адміністрації,
o   Депутат Харківської міської ради 5 скликання, голова постійної комісії міської ради з охорони здоров’я та соціального захисту (2006-2010),
o   Член-кореспондент Національної академії медичних наук України, обраний 13.09.2010 р. за спеціальністю урологія,
o   Академік Національної академії наук вищої освіти (з 2006 р.),
o   Президент Асоціації урологів України (з вересня 2021 р.),
o   Співзасновник Харківського університетського консорціуму,
o   Заступник голови Харківського осередку асоціації урологів України,
o   Член Наукової ради з клінічної медицини при Президії НАМН України (з 2010 р.),
o   Член Експертної ради з питань проведення експертизи дисертаційних робіт МОН України з клінічної медицини (хірургічні хвороби) (з 2011 р.),
o   Член секції медицини Комітету з державних премій України в галузі науки і техніки,
o   Керівник Навчально-наукового виробничого комплексу ХНМУ «Урологія і нефрологія»,
o   Експерт Фонду Ромуальдо Дель Бьянко при ЮНЕСКО (м. Флоренція, Італійська Республіка),
o   Член Президії громадської організації «Толока» (м. Харків),
o   Паст-президент ротарі-клубу «Харків-сіті»,
o   Член Європейської асоціації урологів (EAU),
o   Член Європейської асоціації репродуктології та ембріології людини (ESHRE),
o   Член Європейської асоціації урорадіології (ESUR)       .

## Нагороди та відзнаки
·                Почесна грамота Командуючого військовим округом (1981 р.), 
·                Лауреат обласної молодіжної премії ім. О. Зубарєва в галузі науки і техніки та отримав бронзову медаль ВДНГ СРСР «За досягнення у розвитку народного господарства» за цикл наукових робіт з променевої діагностики паренхіматозних органів (1987 р.),
·                Лауреат ВДНГ СРСР за комплекс розробок в області урорадіології та нагороджений срібною медаллю (1988 р.),
·                «Заслужений лікар України» (1998 р.),
·                Золотий знак Європейської асоціації урологів (2000 р.),
·                Лауреат рейтингу «Харків’янин року» (2001, 2002 та 2009 рр.), 
·                Орден «За заслуги» І ступеня (2009 р.), Орден «За заслуги» ІІ ступеня (2006 р.), Орден «За заслуги» ІІІ ступеня (2003 р.),
·                Почесна грамота Міністерства охорони здоров’я України (2006 р., 2012 р.), 
·                Почесна грамота Кабінету Міністрів України (2007 р.), 
·                Почесна грамота Харківської обласної державної адміністрації (2007 р.), 
·                Почесна відзнака Харківської обласної ради «Слобожанська слава» (2009 р.), 
·                Почесна грамота Харківської міської ради (2009 р.), 
·                Лауреат Державної премії України в галузі науки і техніки (2010 р.), 
·                Орден Бельгійського Королівського наукового товариства (2010 р.),
·                Грамота Харківської обласної ради (2010 р.),
·                Почесна грамота Верховної Ради України (2010, 2013 рр.),
·                Почесна грамота Національної академії медичних наук України (2011 р.), 
·                Лауреат конкурсу «Національна медична премія» в категорії «Практикуючі лікарі» (2012 р.),
·                Почесний громадянин міста Харкова (2012 р.),
·                Подяка за багаторічну інноваційну педагогічну діяльність з модернізації освіти України Міністерства освіти та науки України та Національної академії педагогічних наук України (2013 р.),
·                Знак пошани Національної академії медичних наук України (2016 р.),
·                Орден князя Ярослава Мудрого V ступеня (2016 р.),
·                Подяка Харківського міського голови (2016 р.).
·                Вища відзнака Президії Всесвітньої організації «Ротарі» (Чикаго, США) – «Золотий знак Пола Харіса» (2017 р.),
·                Почесний громадянин Харківської області (2017 р.),
·                Міжнародна премія Web of Science Award 2018 «Найбільш цитований дослідник» в Україні (2018 р.),
·                «Прослава» – відзнака за професіоналізм і милосердя «Орден Святого Пантелеймона» (2019 р.) та багато інших відомчих, громадських, церковних орденів та медалей       .